# Wassigny
Wassigny is een gemeente in het Franse departement Aisne (regio Hauts-de-France) en telt 1026 inwoners (1999). De plaats maakt deel uit van het arrondissement Vervins.
Op de Begraafplaats van Wassigny liggen Franse en Britse militairen uit de Eerste Wereldoorlog begraven.

## Geografie
De oppervlakte van Wassigny bedraagt 6,8 km², de bevolkingsdichtheid is 150,9 inwoners per km².
De onderstaande kaart toont de ligging van Wassigny met de belangrijkste infrastructuur en aangrenzende gemeenten.

## Demografie
Onderstaande figuur toont het verloop van het inwonertal (bron: INSEE-tellingen).
Vanwege een beveiligingsprobleem met de MediaWiki Graph-software is het momenteel niet mogelijk deze grafiek weer te geven. Zodra de software is bijgewerkt zal de grafiek vanzelf weer zichtbaar worden.